# Louis Somers (peintre)
Pour les articles homonymes, voir Somers.
Louis Somers, né à Anvers le 25 novembre 1813 et mort dans la même ville le 3 juin 1880, est un peintre belge connu pour ses peintures d'histoire et ses scènes de genre.
Au Salon de Bruxelles de 1836, il obtient une médaille de bronze, puis une médaille de vermeil au Salon de Bruxelles de 1848. 
Ses œuvres sont notamment conservées au Musée royal des Beaux-Arts d'Anvers, au Musée des Beaux-Arts de Liège, au Musée d'Amsterdam, au Musée des Beaux-Arts de Leipzig et à celui de Strasbourg.

## Biographie

### Famille
Louis (Louis Jean Catherine) Somers, né à Anvers le 25 novembre 1813, est le fils de Guillaume Somers (1773-1833), contrôleur des hospices civils, et d'Anne Catherine Marchant (1774), mariés à Anvers le 3 octobre 1797.

### Formation
Louis Somers est étudiant à l'Académie des beaux-arts de Tournai et l'élève de Ferdinand de Braekeleer. Il parfait ensuite sa formation à Paris (durant cinq mois en 1837), aux Pays-Bas et en Italie. Il est également influencé par Félix De Vigne dans ses peintures d'histoire.

### Carrière

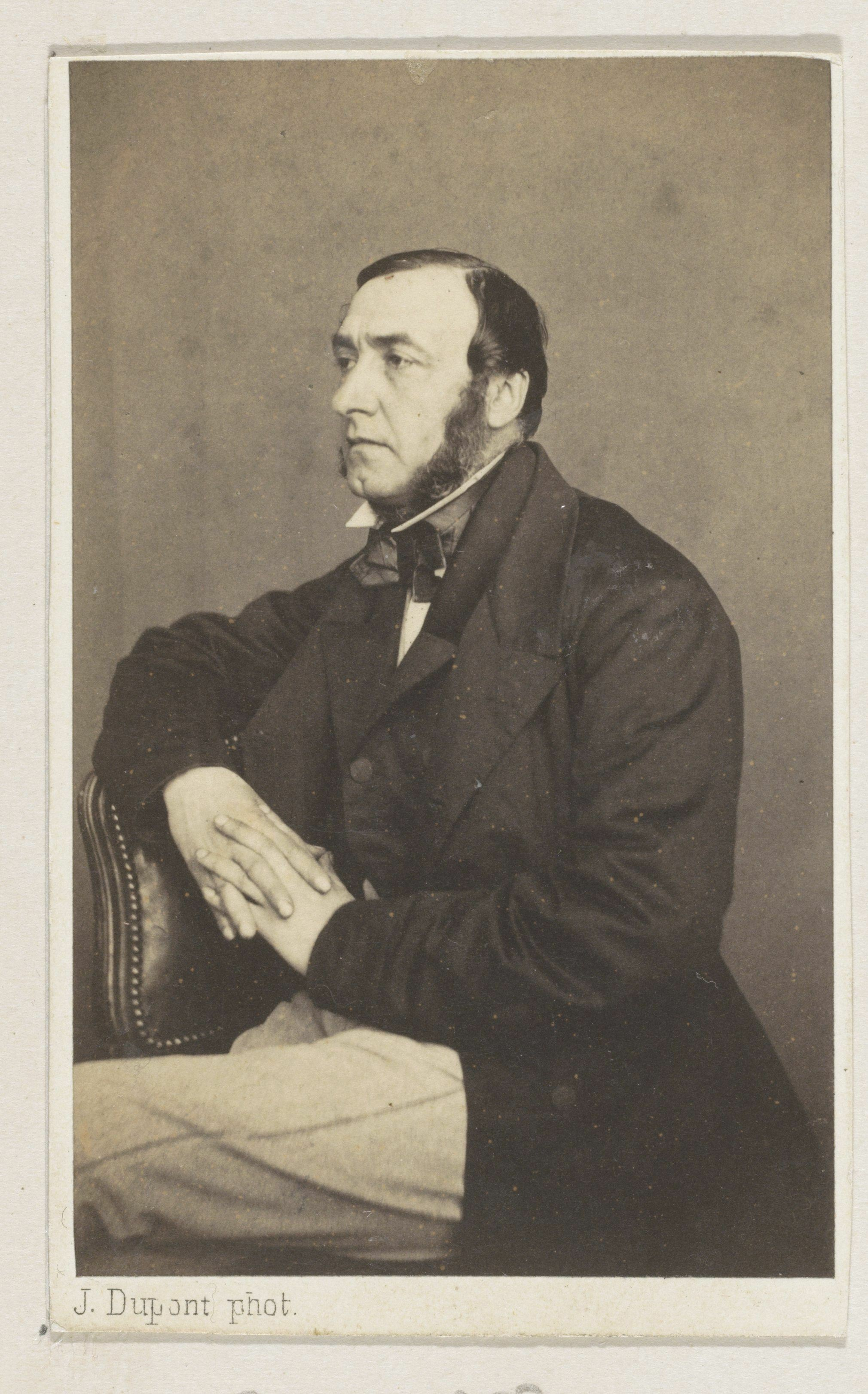
Photographie de Louis Somers par Joseph Dupont (Anvers, 1861).

Pour la première fois, Louis Somers expose au Salon de Bruxelles de 1833, et au Salon de Douai la même année. Il obtient une médaille de bronze au Salon de Bruxelles de 1836 et une médaille de vermeil au Salon de Bruxelles de 1848 pour Adrien Willaert de Bruges dirigeant une de ses compositions musicales. 
Louis Somers participe à plus de 25 expositions triennales belges de 1833 à 1873. Il expose également à deux Salons de Paris (en 1844 et 1853) et à onze Expositions des maîtres vivants aux Pays-Bas (de 1839 à 1860).
Peu avant 1837, Louis Somers enseigne la peinture de genre à Guillaume Somers (né en 1819), ensuite élève de Gustave Wappers. 
Membre de l'Académie artistique d'Anvers, Louis Somers favorise les rencontres avec les artistes étrangers. Lorsque Charles Auguste Schuler (1804-1859, d), graveur strasbourgeois, expose au Salon d'Anvers de 1855, il réside chez Louis Somers, rue des Récollets à Anvers.
Louis Somers meurt, célibataire, à l'âge de 66 ans, rue Van Schoonbeke no 8 à Anvers, où il résidait depuis 1872, le 3 juin 1880. Il est inhumé deux jours plus tard au cimetière du Kiel à Anvers.

## Œuvre

### Caractéristiques

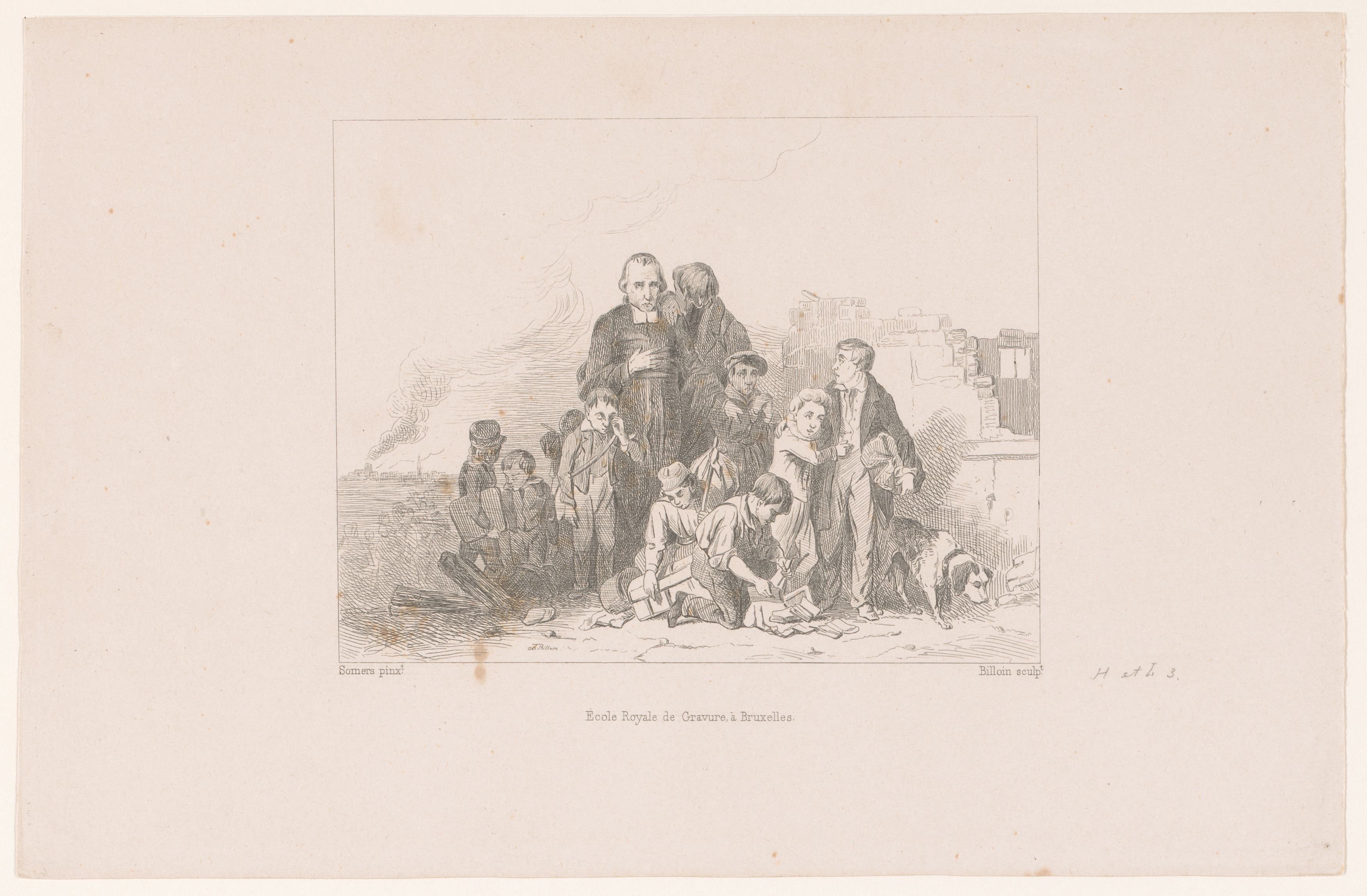
Pensionnat incendié, lithographie de Charles Baugniet d'après le tableau de Louis Somers (1836), conservée au Rijksmuseum Amsterdam.

Son champ pictural couvre essentiellement les scènes de genre et les peintures d'histoire. Son tableau Le Plain-chant des moines est lithographié par Charles Billoin et exposé au Salon d'Anvers de 1843.
Lors du Salon de Bruxelles de 1836, le critique Louis Alvin commente les quatre toiles que Louis Somers a envoyées :
« Pensionnat incendié mérite une mention particulière. Le sujet est bien choisi, plein d'intérêt et fournit au jeune artiste l'occasion de s'essayer à la peinture des passions, sans se jeter tout à fait au milieu des grandes difficultés de l'expression. La couleur de ce tableau est d'une vigueur de ton peu ordinaire ; les poses, les expressions et le dessin répondent bien à la pensée de l'auteur. Les Rivaux et L'Attente sont d'une couleur plus fade et ne manquent cependant pas de quelques qualités. Un politique leur est de beaucoup supérieur ».
Lorsque Louis Somers expose Les Enfants de Jacques d'Armagnac, duc de Nemours, attachés au pied de l'échafaud pendant la décapitation de leur père au Salon de Bruxelles de 1845, le Journal de Bruxelles estime que « l'artiste est en progrès. Les figures des deux jeunes princes sont expressives et sagement peintes. En cherchant un effet en harmonie avec la teinte lugubre du sujet, M. Somers a disposé sur sa palette des tons gris et mats qui rendent son tableau monotone. Il aurait dû prendre un parti plus décidé et détacher davantage ses figures sur l'ombre du fond ».

### Expositions

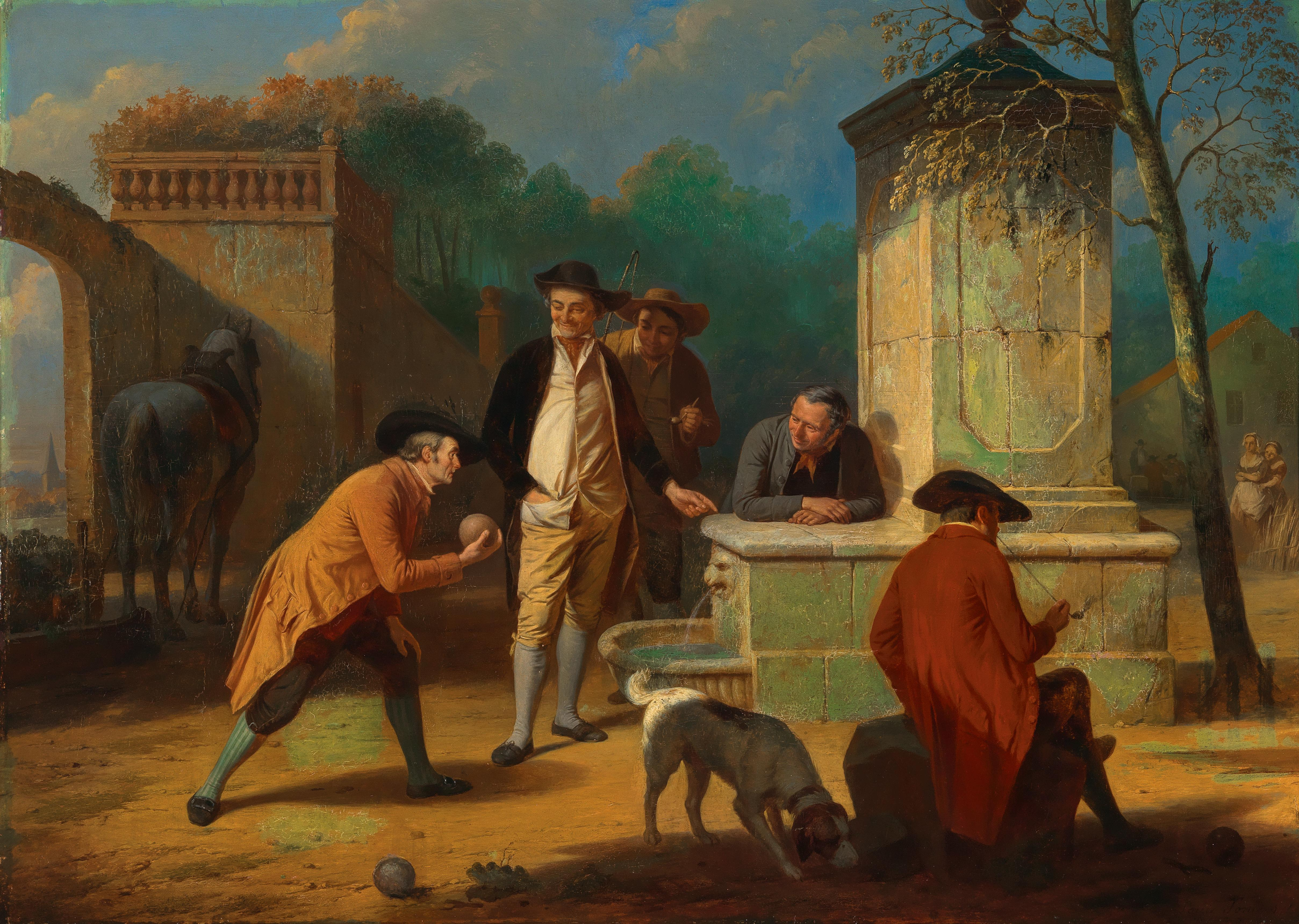
Jeu de boules.

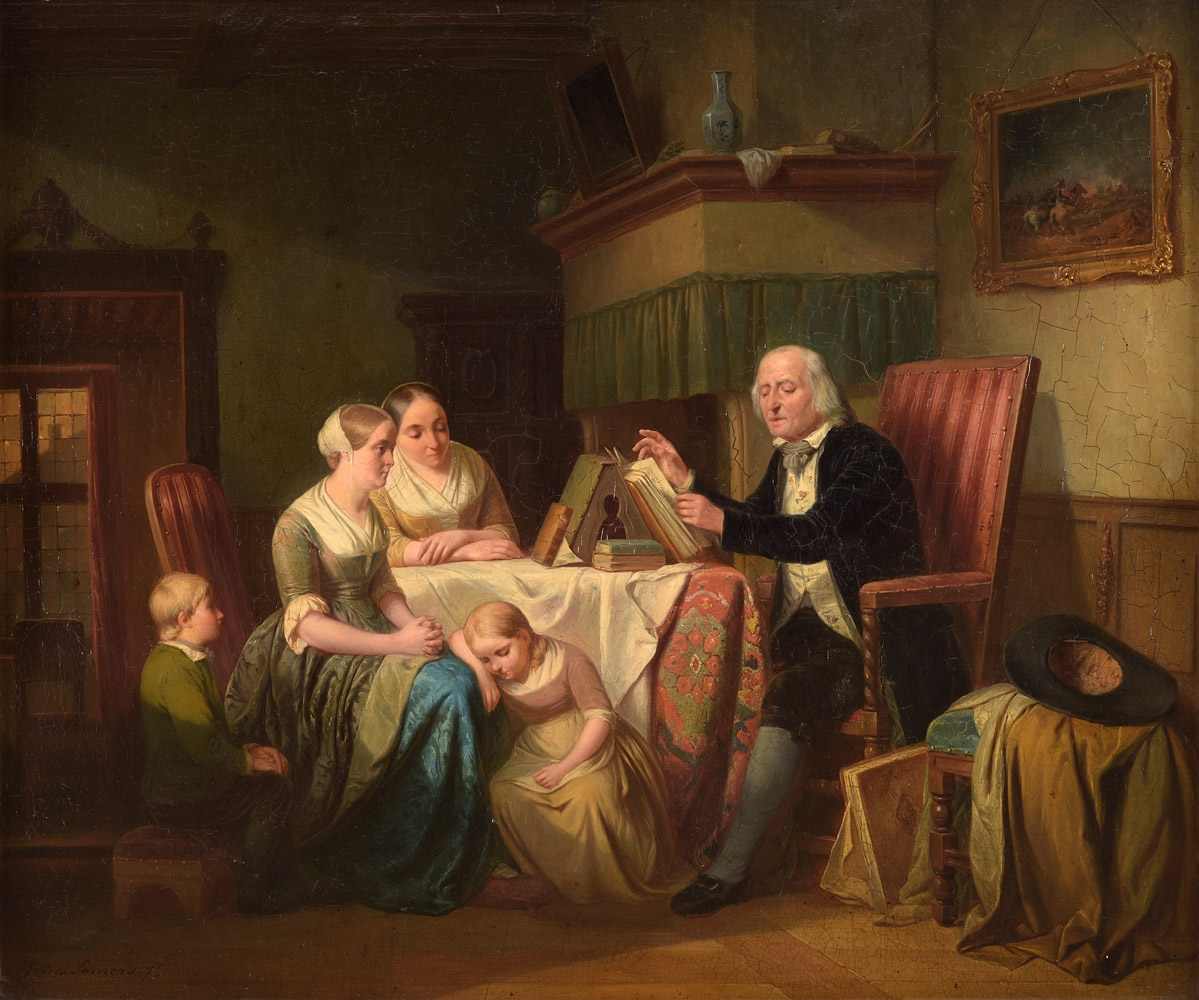
Le Lecteur.

#### Belgique

##### 1833 - 1849
- Salon de Bruxelles de 1833 : Ruines de l'intérieur de la citadelle d'Anvers et Laitière vendant du lait à un vieillard[3].
- Salon d'Anvers de 1834 : Un chansonnier sur une place publique et Un cantinier avec son enfant ; effet de neige[12].
- Salon de Gand (XVI) de 1835 : Le Tirage au sort, L'Heureuse famille et Un intérieur[13].
- Salon de Bruxelles de 1836 : Pensionnat incendié, Les Rivaux, Un politique et L'Attente (médaille de bronze)[4].
- Salon d'Anvers de 1837 : Olivier Cromwell, Une leçon de plain-chant et Un patriote de 1790 en sentinelle perdue[6].
- Salon de Gand (XVII) de 1838 : Le Criminel, L'après-dînée et L'Hiver[14].
- Salon de Gand (XVIII) de 1841 : Enfants surpris par un orage[15].
- Salon de Bruxelles de 1842 : Le Plain-chant des moines (appartient au musée de la ville de Liège)[16].
- Salon d'Anvers de 1843 : Les Enfants de Jacques d'Armagnac, duc de Nemours, attachés au pied de l'échafaud pendant la décapitation de leur père[9].
- Salon de Bruxelles de 1845 : Les Enfants de Jacques d'Armagnac, duc de Nemours, attachés au pied de l'échafaud pendant la décapitation de leur père et deux portraits[17].
- Salon d'Anvers de 1846 : Vue prise dans les Ardennes[18].
- Salon de Gand (XX) de 1847 : Adrien Willaert de Bruges dirigeant une de ses compositions musicales[19].
- Salon de Bruxelles de 1848 : Adrien Willaert de Bruges dirigeant une de ses compositions musicales (médaille de vermeil)[20].
- Salon d'Anvers de 1849 : Adrien Willaert de Bruges dirigeant une de ses compositions musicales[21].

##### 1850 - 1880
- Salon d'Anvers de 1852 : Charles Ier, roi d’Angleterre, reçoit la visite de sa famille avant son supplice[22].
- Salon de Bruxelles de 1854 : Misère et opulence et Charles Ier, roi d’Angleterre, reçoit la visite de sa famille avant son supplice[23].
- Salon de Bruxelles de 1860 : Portrait de Mme* et La Méditation[24].
- Salon d'Anvers de 1861 : Misère et opulence, Nouvelle orpheline, La Prière et La Méditation[25].
- Salon de Bruxelles de 1863 : Après l'office et Religieux lisant leur bréviaire[26].
- Salon d'Anvers de 1864 : Après l'office et Religieux lisant leur bréviaire[27].
- Salon de Bruxelles de 1866 : Charles Ier, roi d'Angleterre, et son auguste épouse, surprennent leurs enfants à l'étude, Moine méditant et Le Précepteur[28].
- Salon d'Anvers de 1867 : Charles Ier, roi d'Angleterre, et son auguste épouse, surprennent leurs enfants à l'étude, Le Précepteur et Un moine méditant[29].
- Salon de Gand (XXVII) de 1868 : Charles Ier, roi d'Angleterre, et son auguste épouse, surprennent leurs enfants à l'étude, Un moine méditant, La Femme du pêcheur et Religieux disant leur bréviaire""[30].
- Salon d'Anvers de 1870 : Une première épreuve, Au dessert et Un concert[31].
- Salon de Bruxelles de 1872 : Une première épreuve, Au dessert[32].
- Salon d'Anvers de 1873 : Les Bibliophiles[33].

#### France
- Salon de Douai de 1833 : Une laitière vendant du lait à un vieillard et Une citerne et autres ruines de la citadelle d'Anvers[34].
- Salon de Paris de 1844 : Les Enfants de Jacques d'Armagnac, duc de Nemours, attachés au pied de l'échafaud pendant la décapitation de leur père, Un sacristain de village instruisant ses élèves et Une mansarde de poète[34].
- Salon de Paris de 1853 : Charles Ier, roi d’Angleterre, reçoit la visite de sa famille avant son supplice[34].

#### Pays-Bas
- Exposition des maîtres vivants à La Haye en 1839 : Une école de village et Un concert en famille[5].
- Exposition des maîtres vivants à Amsterdam en 1840 : Lieu de chant dans une église de village, pendant le service[5].
- Exposition des maîtres vivants à Rotterdam en 1840 : La Paix et Une chasse[5].
- Exposition des maîtres vivants à La Haye en 1841 : La Bienveillance[5].
- Exposition des maîtres vivants à Amsterdam en 1842 : Une lecture[5].
- Exposition des maîtres vivants à Utrecht en 1842 : Des enfants surpris par un orage[5].
- Exposition des maîtres vivants à La Haye en 1843 : La Lecture de la bible[5].
- Exposition des maîtres vivants à Amsterdam en 1844 : Les Enfants de Jacques d'Armagnac, duc de Nemours, attachés au pied de l'échafaud pendant la décapitation de leur père, Un sacristain de village enseignant et Une rencontre de poètes[5].
- Exposition des maîtres vivants à Amsterdam en 1846 : Une fileuse avec ses enfants[5].
- Exposition des maîtres vivants à La Haye en 1849 : Adrien Willaert de Bruges dirigeant une de ses compositions musicales[5].
- Exposition des maîtres vivants à Amsterdam en 1860 : Charles Ier, roi d’Angleterre, reçoit la visite de sa famille avant son supplice[5]

### Collections muséales
- Musée royal des Beaux-Arts d'Anvers[35] : 
  - Le Bibliothécaire (s.d.), huile sur toile, format 106 × 85 cm, inventaire no 1129 ;
  - Les Correcteurs (s.d.), huile sur toile, format 106 × 85 cm, inventaire no 1130.
- Musée des Beaux-Arts de Liège : Le Plain-chant des moines (1842)[16].
- Musée d'Amsterdam : Un intérieur en bonne compagnie, huile sur toile, format 38 × 46 cm, inventaire no SA1919.
- Musée des Beaux-Arts de Leipzig : Olivier Cromwell.
- Musée des Beaux-Arts de Strasbourg : Les Trois buveurs.